# Magellanuv
Magellanuv (Bubo magellanicus) är en fågel i familjen ugglor inom ordningen ugglefåglar.

## Utbredning och systematik
Magellanuv återfinns från centrala Peru till Tierra del Fuego. Den behandlades tidigare som underart till virginiauven, men urskiljs allt oftare som egen art.

## Status och hot
Arten har ett stort utbredningsområde, men tros minska i antal, dock inte tillräckligt kraftigt för att den ska betraktas som hotad. Internationella naturvårdsunionen IUCN listar arten som livskraftig (LC).